# Eubelinum incertum
Eubelinum incertum es una especie de crustáceo isópodo terrestre de la familia Eubelidae, la única conocida de su género.

## Distribución geográfica
Es endémica de Maldivas.